# Wojskowy Instytut Badawczy NRD
Wojskowy Instytut Badawczy NRD (Militärwissenschaftliches Institut - MWI) – nazwa ośrodka kształcenia kadr wywiadu wojskowego NLA NRD (Militärische Aufklärung der Nationalen Volksarmee), także attaché wojskowych, z siedzibą w Klietz.

## Historia
Koszary znajdowały się przy Berthold-Schwartz-Str. na południe od centrum miasteczka Klietz na wschodnim brzegu jeziora Klietzsee, na skraju poligonu o tej samej nazwie. Zostały zbudowane w 1935 jako zakład produkcji materiałów wybuchowych i paliw spółki WASAG (Westfälisch-Anhaltische Sprengstoff-Actien-Gesellschaft) w Coswig. Po II wojnie światowej obiekt posłużył Skoszarowanej Policji Ludowej (Kasernierte Volkspolizei) na sanatorium chorób płuc (1948-). W 1952 NAL uruchomiła w nim szkołę dla oficerów wywiadu wojskowego NRD pod eufemistyczną nazwą tzw. Szkoły Edukacji Wojskowej (Schule der Militäraufklärung), określaną też „szkołą leśną” (Waldschule). W 1979 nadano jej kolejną przykrywkową nazwę „Instytutu Badań Wojskowych”, formalnie lokując na prawach wydziału w Akademii Wojskowej im. Friedricha Engelsa (Militärakademie Friedrich Engels – MAK Friedrich Engels) w Dreźnie. Absolwenci uzyskiwali tytuł oficera dyplomowanego (Diplom-Militärwissenschaftler). Zatrudniano 143 osób personelu (1988). Obiekty po szkole w Klietz w 1990 zostały przejęte przez Bundeswehrę.

## Szkoła kształciła z zakresu
- nauk politycznych (m.in. marksizmu-leninizmu),
- szkolenia operacyjnego (technicznego i taktycznego),
- technik wywiadowczych,
- szkolenia językowego (m.in. angielskiego i francuskiego),
- geografii regionalnej,
- topografii,
- potencjału militarnego krajów kapitalistycznych i socjalistycznych,
- historii wojskowości,
- fotografiki,
- skoków spadochronowych,
- obsługi radiowej i szyfrażu,
- prowadzenia pracy agenturalnej,
- psychologii i pedagogiki,
- szkolenia sportowego,
- strzelectwa,
- maszynopisania,
- prawa międzynarodowego
- dyplomacji.

Szkolenie języków obcych, prowadzone początkowo w laboratorium językowym w Klietz, następnie zostało przeniesione do szkoły językowej NAL (NVA-Fremdsprachenschule) w Naumburgu. Obecnie szkoła w Naumburgu jest oddziałem Federalnego Urzędu Językowego (Bundessprachenamt – BSprA) w Hürth.

## Komendanci
- 1953–1955 – kpt. Helmut Poeschke[3]
- 1980–1982 – ppłk dr Manfred Zeise
- 1982–1990 – gen. mjr Eberhard Siewert[4]